# Rosa 'The Pilgrim'
'The Pilgrim' ('AUSwalker' es el nombre de la obtención registrada), es un cultivar de rosa que fue conseguido en Reino Unido en 1991 por el rosalista británico David Austin.

## Descripción
'The Pilgrim' es una rosa moderna cultivar del grupo « English Rose Collection ».
El cultivar procede del cruce de 'Graham Thomas' ® x 'Yellow Button' ®.
Las formas arbustivas del cultivar tienen porte erguido aunque puede ser conformado como trepador y alcanza unos 105 a 305 cm de alto con 150 cm de ancho. Las hojas son de color verde oscuro brillante, follaje de aspecto coriáceo.
Sus capullos puntiagudos, ovoides, redondeados. Sus delicadas flores de color amarillo con los pétalos exteriores ligereramente amarillos. Fragancia suave, especias, té híbrido clásico. hasta 170 pétalos. El diámetro medio de 2,75". Tamaño mediano, muy completo (41 + pétalos), la flor sobre todo solitaria, en pequeños grupos, en forma de copa a plana, forma de floración es roseta.
Florece en oleadas a lo largo de la temporada. Primavera o verano son las épocas de máxima floración, si se le hacen podas más tarde tiene después floraciones dispersas.

## Origen
El cultivar fue desarrollado en Reino Unido por el prolífico rosalista británico David Austin en 1991. 'The Pilgrim' es una rosa híbrida con ascendentes parentales de 'Graham Thomas' ® x 'Yellow Button' ®.
La obtención fue registrada bajo el nombre cultivar de 'AUSwalker' por David Austin en 1991 y se le dio el nombre comercial de exhibición 'The Pilgrim' ®.
También se le reconoce por los sinónimos de 'AUSwalker' y 'Gartenarchitekt Günther Schulze'.
- La rosa 'The Pilgrim' fue introducida en la Unión Europea con la patente "European Union - Patent No: 329  on  2 Aug 1996".[1]
- La rosa 'The Pilgrim' fue introducida en Estados Unidos con la patente "United States - Patent No: PP 8,678  on  12 Apr 1994/Application No: 07/954,960  on  30 Sep 1992".[1]
- La rosa 'The Pilgrim' fue introducida en Australia con la patente "Australia - Application No: 1995/147  on  1995".[1]
- La rosa 'The Pilgrim' fue introducida en Nueva Zelanda con la patente "New Zealand - Patent No: 958  on  19 May 1995".[1]

## Cultivo
Este cultivar es susceptible al mildiu. Aunque las plantas están generalmente libres de enfermedades, es posible que sufran de punto negro en climas más húmedos o en situaciones donde la circulación de aire es limitada. Se desarrollan mejor a pleno sol. En América del Norte son capaces de ser cultivadas en USDA Hardiness Zones 5b a 10b. La resistencia y la popularidad de la variedad han visto generalizado su uso en cultivos en todo el mundo.
Puede ser utilizado para las flores cortadas, jardín o portador guía. Vigorosa. En la poda de Primavera es conveniente retirar las cañas viejas y madera muerta o enferma y recortar cañas que se cruzan. En climas más cálidos, recortar las cañas que quedan en alrededor de un tercio. En las zonas más frías, probablemente hay que podar un poco más que eso. Requiere protección contra la congelación de las heladas invernales.

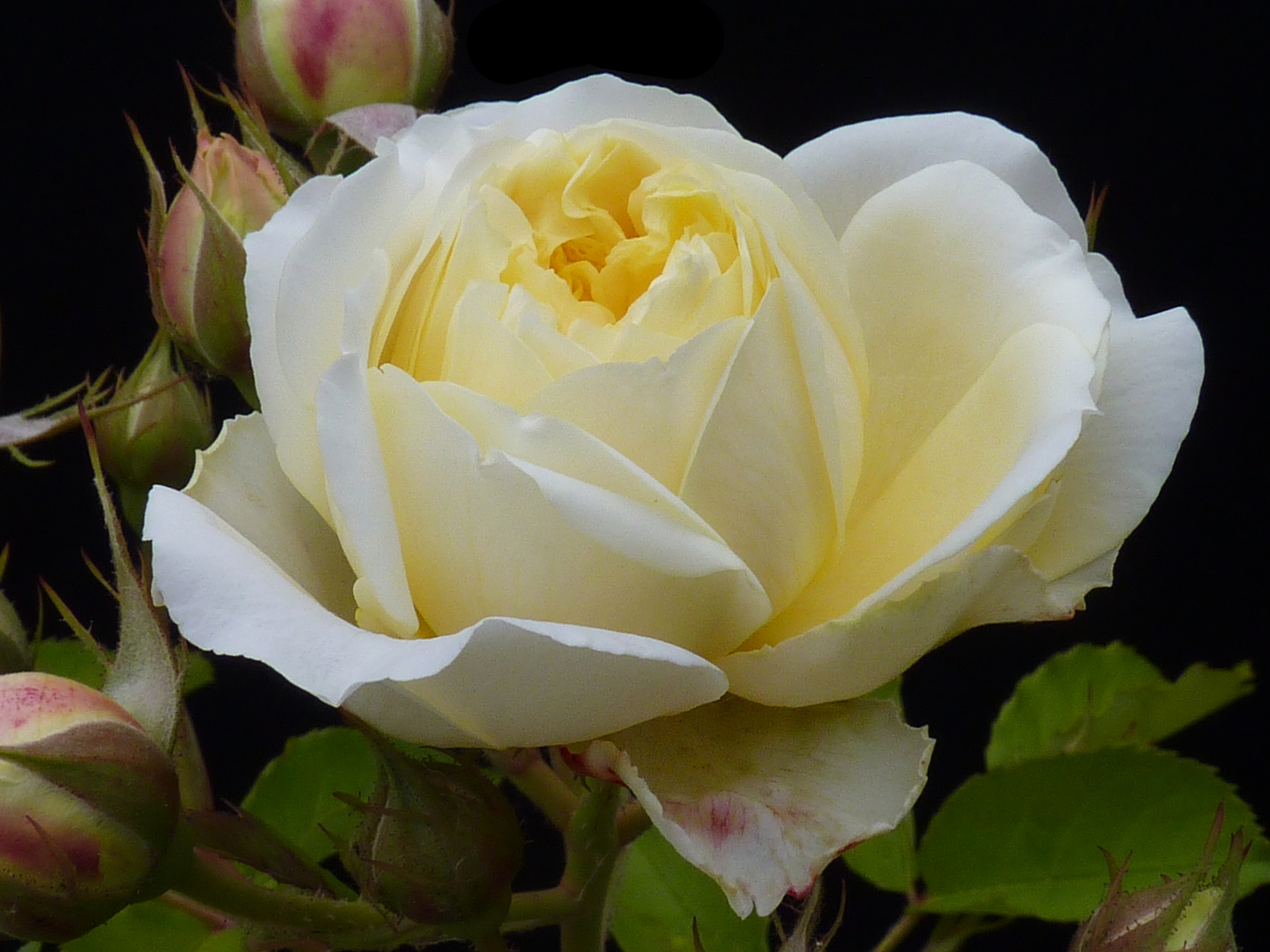
Capullo de la rosa 'The Pilgrim'
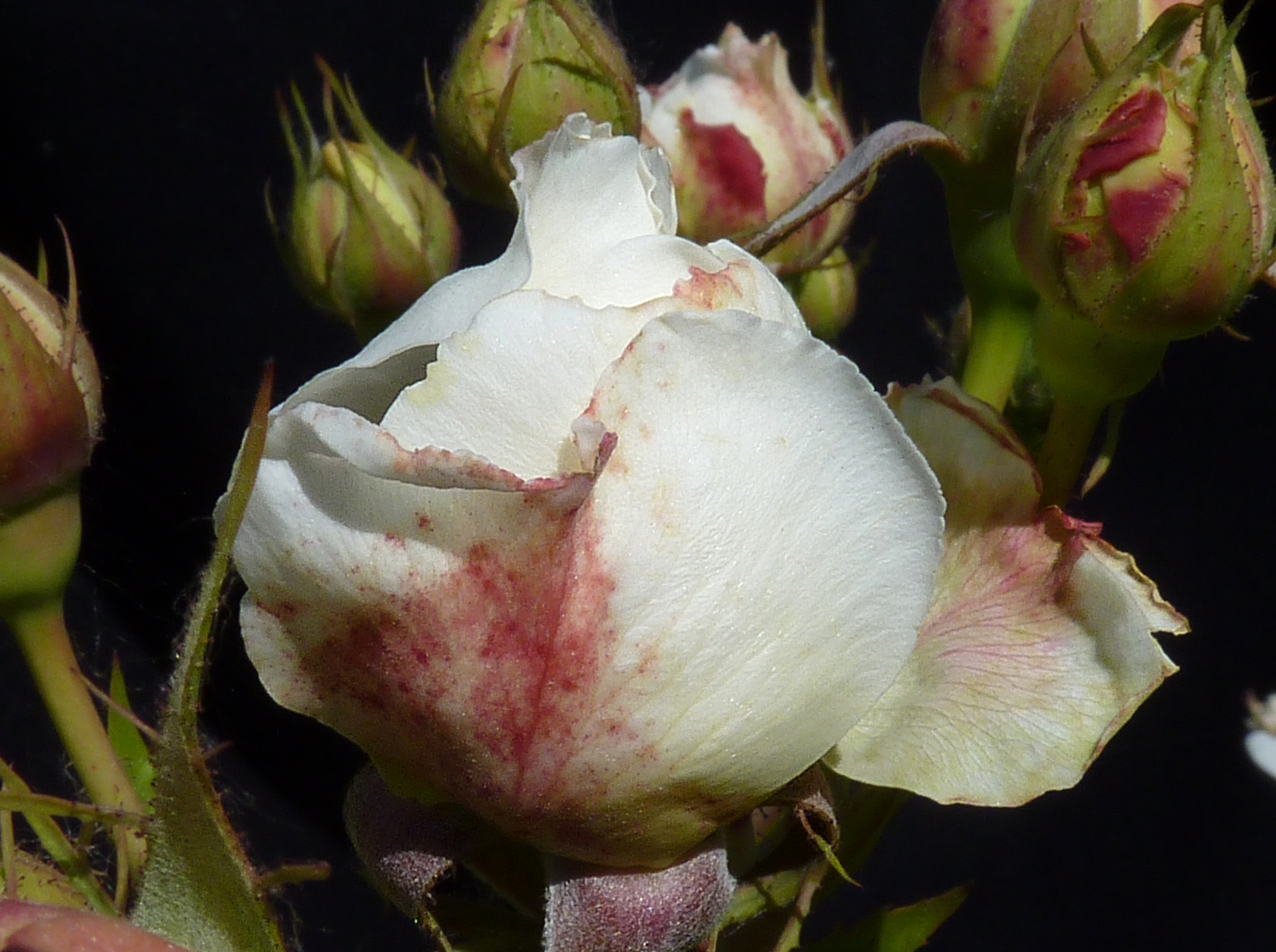
Botón floral de la rosa 'The Pilgrim'
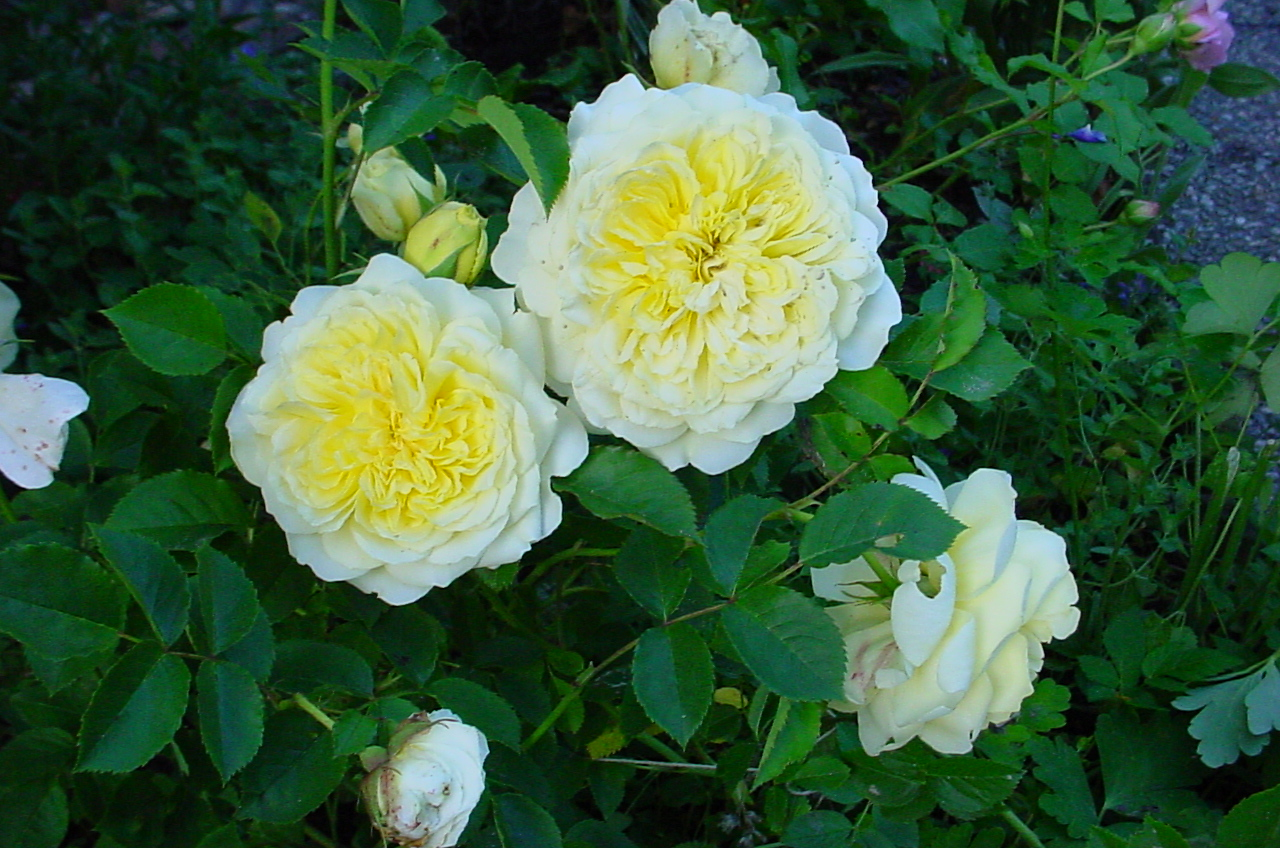
Rosa 'The Pilgrim'
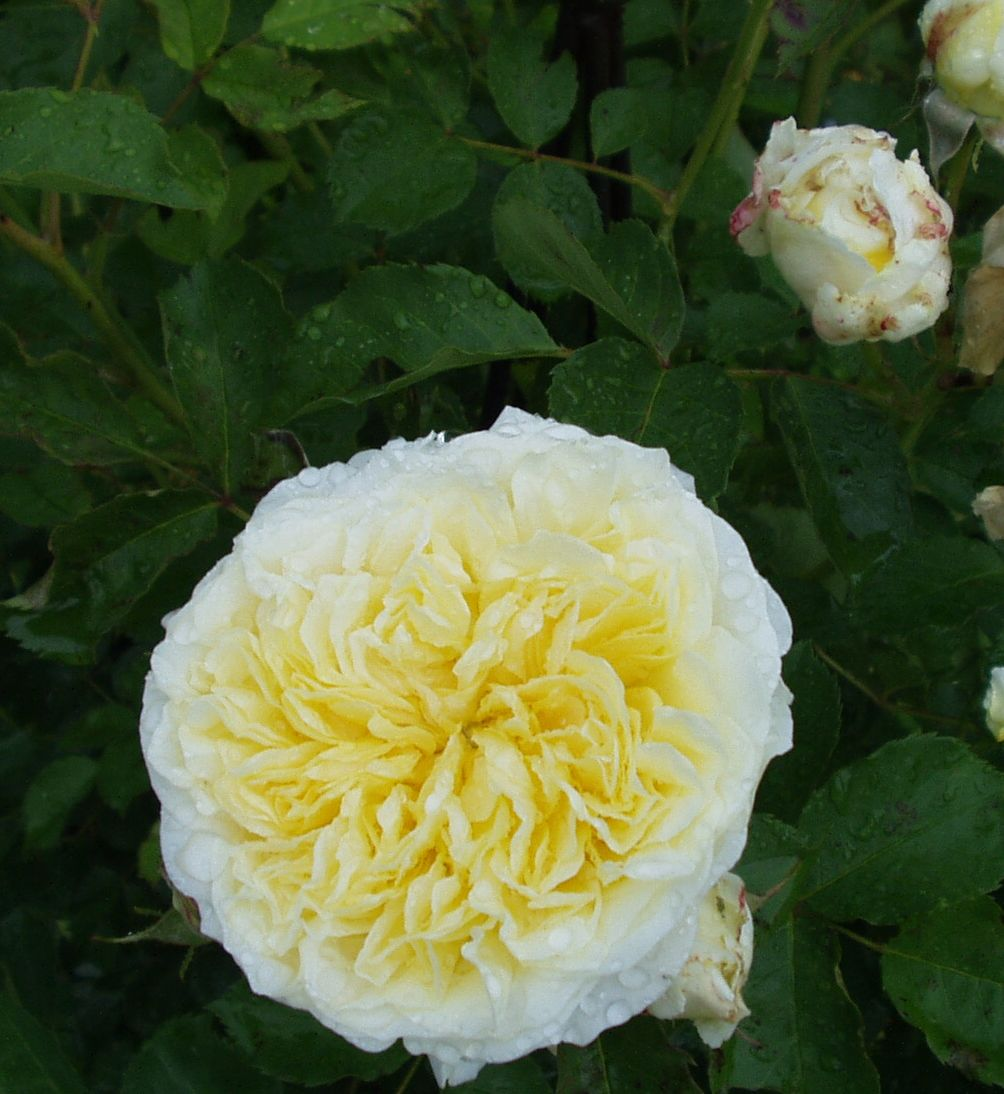
Rosa 'The Pilgrim'